# Guillaume-Egon de Fürstenberg
Guillaume-Egon de Fürstenberg, nemški rimskokatoliški duhovnik, škof in kardinal, * 2. december 1629, Heiligenberg, † 10. april 1704.

## Življenjepis
8. junija 1682 je bil imenovan za škofa Strasbourga; 11. januarja 1683 je bil potrjen in 1. maja istega leta je prejel škofovsko posvečenje.
2. septembra 1686 je bil povzdignjen v kardinala in 14. novembra 1689 je bil imenovan za kardinal-duhovnika S. Onofrio.